# جورج فريزر (لاعب كرة قاعدة)
جورج فريزر (بالإنجليزية: George Frazier)‏ هو لاعب كرة قاعدة أمريكي، ولد في 13 أكتوبر 1954 في أوكلاهوما سيتي في الولايات المتحدة.

## وصلات خارجية
- جورج فريزر على موقعبيزبول رفرنس.كوم (الدوري الرئيسي) (الإنجليزية)
- جورج فريزر على موقع مشجعي الرسوم البيانية (الإنجليزية)